# ترنر لندینگ (کنتاکی)
ترنر لندینگ، کنتاکی (به انگلیسی: Turner Landing, Kentucky) یک منطقهٔ مسکونی در ایالات متحده آمریکا است که در کنتاکی واقع شده‌است.

## خصوصیات
ترنر لندینگ ۸۹٫۹۲ متر بالاتر از سطح دریا واقع شده‌است.